# George Brown, baron George-Brown
George Alfred George-Brown, baron George-Brown PC, kendt som George Brown før 1970 (2. september 1914 – 2. juni 1985) var en britisk politiker, der repræsenterede partiet Labour i Underhuset fra 1945 til 1970. Han var medlem af Overhuset fra 1970 til sin død.

## Ledende politiker
George Brown var næstformand for Labour partiet fra 1960 til 1970.
Den 18. januar 1963 døde Hugh Gaitskell, der havde været leder af Labour, og George Brown blev konstitueret som leder af partiet og af oppositionen.
Den 14. februar samme år blev begge poster overtaget af Harold Wilson, der blev premierminister i oktober 1964.

## Poster som minister
George Brown var arbejdsminister i april–oktober 1951. Han var økonomimister i 1964 – 1966, og han var udenrigsminister i 1966 – 1968.
Fra 1964 til 1966 var George Brown First Secretary of State (titulær anden vicepremierminister).